# Ernst Erny

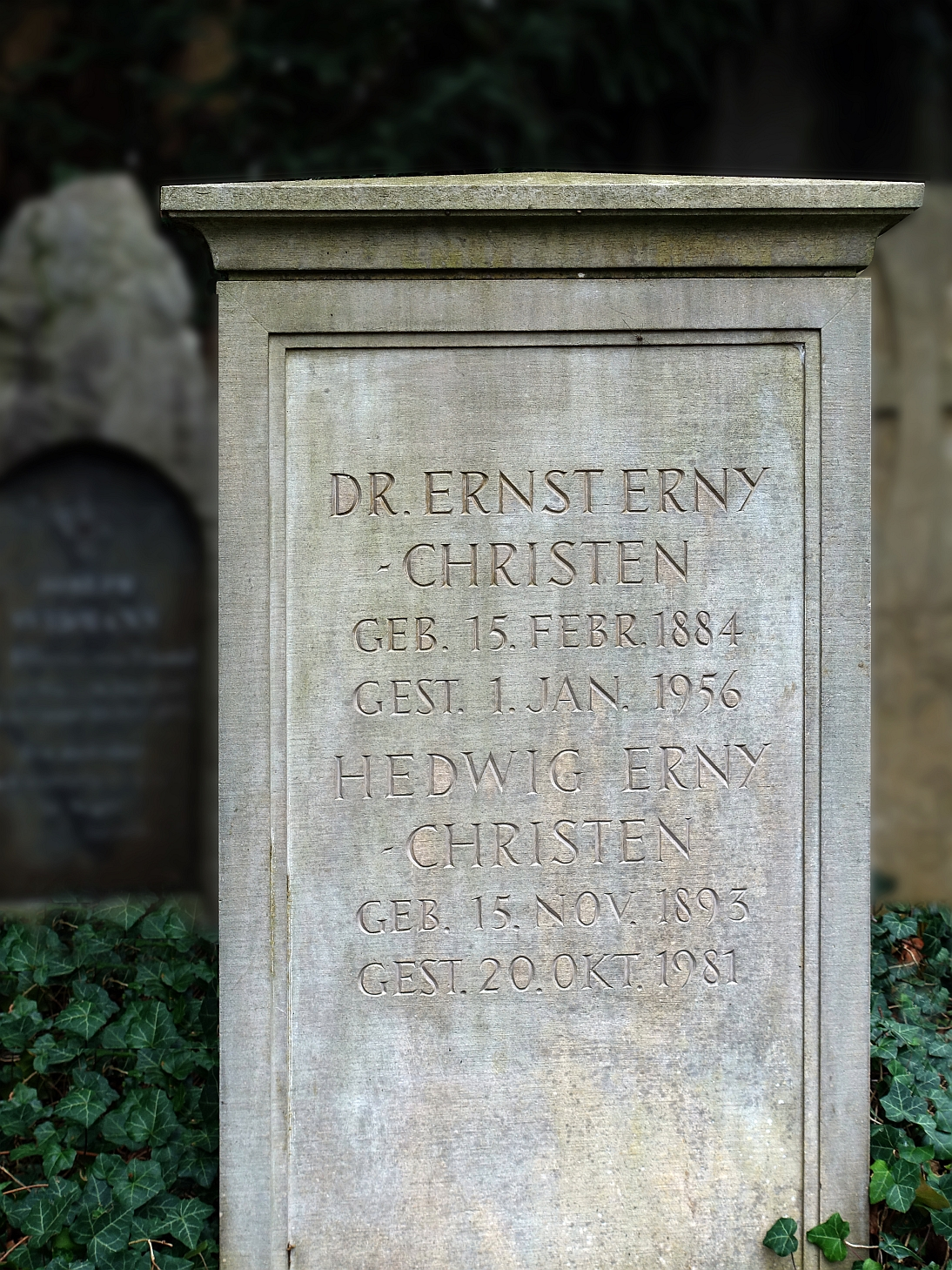
Grabstein auf dem Friedhof Liestal. Feld LP

Ernst Erny (* 15. Februar 1884 in Rothenfluh; † 1. Januar 1956 in Liestal) war ein Schweizer Politiker.

## Leben
Erny studierte Recht in München, Heidelberg und Basel und promovierte. Von 1908 bis 1916 war er Obergerichtsschreiber im Kanton Basel-Landschaft und von 1916 bis 1931 Obergerichtspräsident. Als freisinniger Regierungsrat war er von 1931 bis 1950 für die Justiz-, Polizei- und Kirchendirektion zuständig. Von 1950 bis 1956 war er Präsident der Überweisungsbehörde. Erny war Mitglied der Eidgenössischen Alkohol-Rekurskommission sowie gemeinnütziger Kommissionen und Vereine und des Stiftungsrates der Pro Augusta Raurica. Zudem war er Präsident der Liga gegen die Tuberkulose.
Während der sozialen und politischen Spannungen der 1920er und 30er Jahre wirkte Erny – zunächst als Präsident des Einigungsamtes bei drohenden Streiks und Aussperrungen, später als Justizdirektor – als ausgleichende Kraft. In der Frage der Wiedervereinigung setzte er sich für ein Weiterbestehen des selbstständigen Landkantons ein.

## Werke
- Die rechtliche Behandlung der Frage der Wiedervereinigung der Kantone Basel-Landschaft und Basel-Stadt im Hinblick auf die am 2. März 1933 eingereichte Initiative. In: Zeitschrift für Schweizerisches Recht. Neue Folge, Bd. 58, 1954.